# Filles de Marie et de Joseph
Les Filles de Marie et de Joseph souvent appelées Dames de Marie est une congrégation religieuse enseignante de droit pontifical.

## Histoire
La congrégation est fondée à Alost en 1817 par Constant Van Crombrugghe (1789-1865) pour l'éducation des filles des classes populaires. L'institut a une diffusion considérable à partir de 1830, après l'indépendance de la Belgique.
L'institut reçoit le décret de louange en 1863 ; il est définitivement approuvées par le Saint-Siège en 1891. 

## Fusion
Deux congrégations fusionnent avec elles:
- 1955 : Les sœurs de la charité de saint Joseph d’Ypres dont le but était l'enseignement et le soins des dames âgées.
- 1957 : Les sœurs de sainte Thérèse de Rollegem qui s'occupaient d'écoles primaires et d'enfants avec handicap mental.

## Activités et diffusion
Les Dames de Marie se consacrent à l'enseignement. 
Elles sont présentes en: 
- Europe : Belgique, Irlande, Italie, Royaume-Uni.
- Amérique : Brésil, États-Unis.
- Afrique : Burundi, Cameroun, Ghana, Ouganda.

La maison généralice est à Rome. 
En 2017, la congrégation comptait 178 sœurs dans 28 maisons.